# Черноморская зерновая инициатива
Инициатива по безопасной транспортировке зерна и продовольствия из украинских портов, также называемая Черноморской зерновой инициативой или Зерновой сделкой — соглашение между Россией, Украиной, Турцией и Организацией Объединённых Наций об организации безопасного морского коридора для сельскохозяйственных грузов из черноморских портов Украины. Черноморская зерновая инициатива была подписана в Стамбуле 22 июля 2022 года и прекратила действие 18 июля 2023 года после отказа России от его продления.

## Предыстория

### Роль Украины в мировой продовольственной безопасности
Вторжение России на Украину в 2022 году стало одним из ключевых факторов глобального продовольственного кризиса. Военная агрессия России привела к рекордному росту продовольственных цен из-за нарушения цепочек поставок из Украины и России. Украина заниимала второе место в мире по экспорту пшеницы (10 %) и первое по поставкам кукурузы (15 %), также на Украину и Россию приходилось более половины мировых поставок подсолнечного масла. Совместно эти страны производили одну восьмую от всех потребляемых в мире калорий
Две страны также были крупнейшими мировыми поставщиками калийных подкормок для сельскохозяйственных культур. Их экспорт нарушился из-за российского вторжения, а развязанная Россией газовая война против ЕС вызвала беспрецедентный рост цен на природный газ, играющий ключевую роль в производстве удобрений. Эксперты отмечали: удорожание удобрений имеет долгосрочные последствия для глобального рынка: сокращение их использования снижает урожайность, что в свою очередь приводит к росту цен и подталкивает страны, владеющие запасами продовольствия, под давлением общества вводить ограничения на экспорт, что запускает порочный круг и усугубляет мировой продовольственный дефицит.
В ходе войны Россия блокировала украинские порты, разрушала сельскохозяйственную, складскую и транспортную инфраструктуру и нарушала посевной сезон, снижая будущие урожаи. В наибольшей степени от действий России пострадали страны Африки, Ближнего и Среднего Востока, которые сильно зависят от экспорта из Украины и России. Для 25 стран зависимость была критической: украинские и российские поставки обеспечивали не менее половины их потребностей в пшенице. Россия же использовала созданную ею ситуацию для усиления влияния в наиболее уязвимых странах, а угрозу мирового голода применяла для шантажа развитых стран Запада.

### Российская блокада украинских портов (2022)
Российский флот отрабатывал блокирование северо-западной части Чёрного моря и проливов Босфор и Дарданеллы на учениях в середине февраля 2022 года и с началом вторжения развернул морскую блокаду украинских портов. В ходе наступления весной-летом Россия захватила Мариупольский, Бердянский, Скадовский и Херсонский морской порт, которые обеспечивали 7,5 % всей перевалки.
Морские маршруты, по которым Украина поставляла около 90 % сельскохозяйственных грузов, оказались перерезаны. Заменить морской путь железнодорожным было невозможно из-за разной ширины колеи на Украине и сопредельных странах ЕС, как и перевезти такой объём грузов автомобильным транспортом. Часть зерновых поставок была перенаправлена по Дунаю в румынские порты Констанца и Сулина, но они не были приспособлены для обработки такого объёма зерновых грузов.
Из-за блокады порты Украины не смогли покинуть 84 иностранных судна (на июнь 2022 года), многие — уже с грузами зерновых. Только в порту Одессы в хранилищах осталось около 20 млн тонн зерна.
Российская блокада украинского морского продовольственного экспорта резко увеличила угрозу глобального голода, но Россия игнорировала критику западных стран. В мае 2022 года российские дипломаты ответили отказом на обращение генерального секретаря ООН Антониу Гуттериша о деблокировании портов, поставив условием для обсуждения пересмотр международных санкций. Глава европейской дипломатии Жозеп Боррель подчёркивал, что использовать голод в качестве оружия войны недопустимо, а действия России являются военным преступлением.

## История

### Переговоры

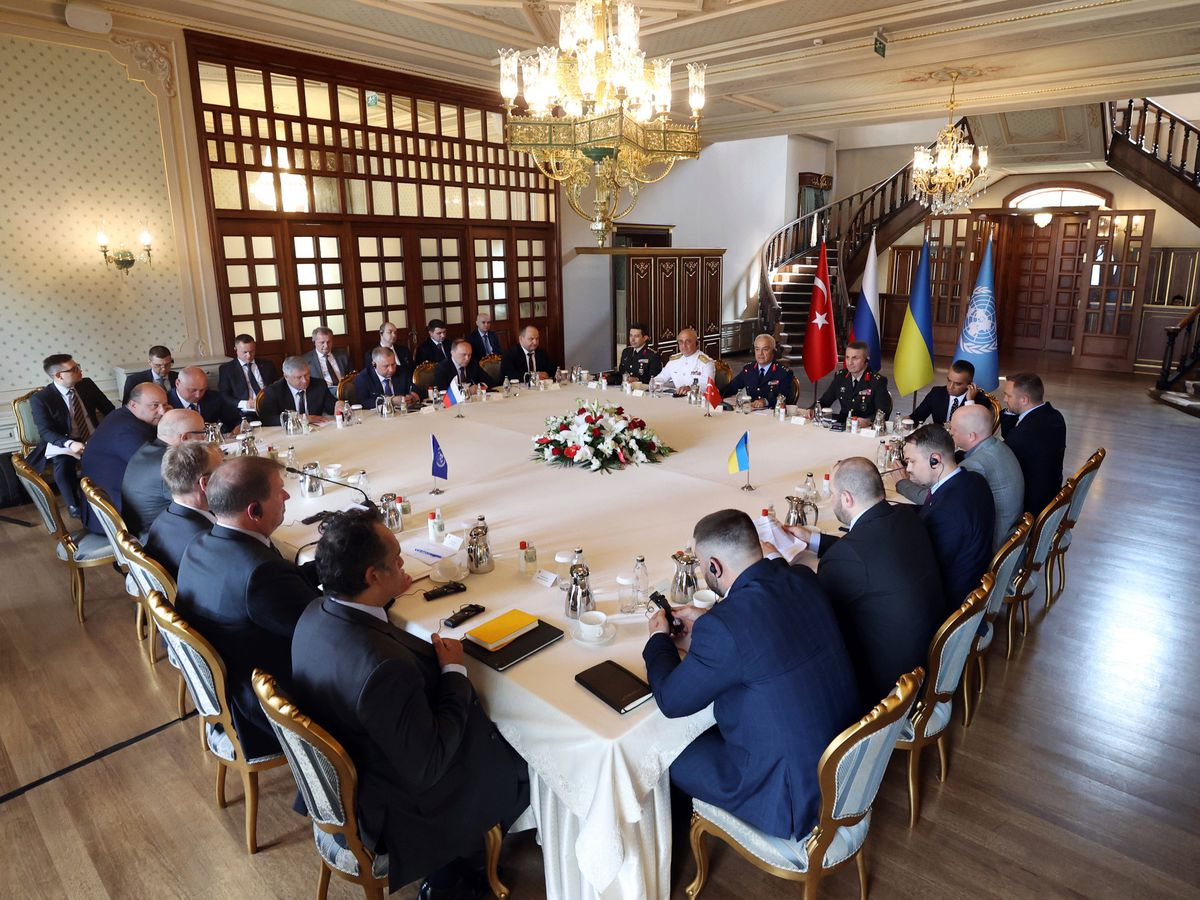
Представители четырёх сторон за столом переговоров в Стамбуле

Формальные и неформальные обсуждения возобновления поставок продовольствия c Украины начались ещё в марте по инициативе лидеров Турции, Египта, Ирана, Саудовской Аравии и Израиля и других стран Ближнего Востока и Северной Африки. Они настаивали на том, что перебои с поставками могут дестабилизировать ситуацию в регионе, как это случилось во время «арабской весны». Переговоры России и Украины при посредничестве ООН и Турции (фактически, прямых встреч не было) активизировались в мае 2022 года.
Российские официальные лица в публичной риторике выступали за организацию безопасного экспорта, но требовали снятия западных санкций против экспортной и финансовой сфер. Представители Украины публично сомневались в способности России соблюдать письменные договорённости. Россия также настаивала на разминировании подходов к украинским портам, Украина соглашалась разминировать фарватеры, но только под гарантии безопасности и при условии поставок эффективных противокорабельных вооружений.
Помимо нормализации мирового продовольственного рынка, стороны имели свои мотивы для возобновления экспорта. Для Украины сделка была важна, чтобы расширить экспорт и обеспечить поставки валюты (продажа скопившегося к тому момента зерна и масла могла принести около 5 млрд долларов США). Успешная сделка укрепляла авторитет ООН и позволяла организации привлечь внимание к угрозе массового голода в развивающихся странах. Турция показывала способность быть эффективным посредником в российско-украинских переговорах.
Для российских элит зерновая сделка была важна по нескольким причинам. Параллельно с основным соглашением шла работа над договорённостями об ослаблении санкционного режима, которые позволили бы России воспользоваться высокими ценами на мировом рынке и выгодно продать собственный рекордный урожай. Сделка упрощала не только экспорт, но и импорт сельхозтоваров: семян (по некоторым культурам Россия зависит от импорт на 90 %) и средств защиты растений, племенного фонда для животноводства (импортировалась большая часть) и ветеринарных препаратов (зависимость на 70 %), техники и запчастей (импорт до войны составлял более 75 %).
Бенефициарами сделки стали и крупные российские агрохолдинги, тесно связанные с властью. Отрасль курирует Дмитрий Патрушев, сын главы Совбеза Николая Патрушева; крупнейшими компаниями владеют Александр Винокуров (зять главы МИД Сергея Лаврова), бывший министр сельского хозяйства Александр Ткачёв и миллиардер Владимир Евтушенков, а основателей «Мираторга» братьев Линников связывали с супругой экс-президента Светланой Медведевой, урождённый Линник. Крупные банки, в том числе связанные с ближним кругом Владимира Путина и военно-промышленным комплексом, могли рассчитывать на частичное освобождение замороженных средств во избежание сбоев при поставках сельхозпродукции.

### Подписание
Два соглашения, формирующие единую зерновую сделку — между Украиной, ООН и Турцией и между Россией, ООН и Турцией — были подписаны 22 июля 2022 года. Подписи под документами поставили министр обороны России Сергей Шойгу, министр инфраструктуры Украины Александр Кубраков, министр обороны Турции Хулуси Акара и генеральный секретарь ООН Антониу Гутерриш. Церемония прошла во дворце Долмабахче в Стамбуле. Зерновая сделка стала первым соглашением между Россией и Украиной с начала вторжения и была позитивно воспринята мировым сообществом и глобальными рынками: так, после новостей о сделке цены на пшеницу вернулись к довоенному уровню.

## Содержание соглашения

Черноморская инициатива, согласованная 22 июля 2022 г.

«Инициатива по безопасной транспортировке зерна и продовольствия из украинских портов» содержит следующие пункты:
1. Стороны примут все возможные меры для обеспечения безопасности судов, участвующих в инициативе. Под эгидой ООН в Стамбуле создаётся Совместный координационный центр (СКЦ), включающий представителей всех сторон и Организации Объединённых Наций.
2. В Турции будут работать команды инспекторов, включающие представителей всех сторон и ООН. Суда, участвующие в инициативе, будут проходить проверку на предмет неразрешённых грузов и экипажа на пути в украинские порты и обратно.
3. Все операции в территориальных водах Украины будут проводиться под руководством украинских властей. Стороны обязуются не совершать атак на грузовые (и другие гражданские) суда и порты, участвующие в инициативе. При необходимости разминирования подходов к украинским портам, оно будет осуществлено при участии третьей стороны, согласованной сторонами «зерновой сделки».
4. Торговые суда, участвующие в инициативе, должны пройти регистрацию, подтвердить свои данные и определить порт погрузки. В ходе движения по согласованному сторонами морскому гуманитарному коридору, будет вестись технический мониторинг судов. Порядок действий и коммуникации будет разработан СКЦ.
5. Отслеживание движения судов по морскому гуманитарному коридору будет организовано дистанционно, чтобы предотвратить провокации и инциденты.
6. В случае любых подозрительных действий, нарушений установленных правил или чрезвычайных ситуаций в ходе движения торговых судов по морскому гуманитарному коридору, по запросу одной из сторон будет предоставлена необходимая помощь или проведена инспекция.
7. Инспекция торговых судов, проходящих через турецкие проливы, будет проводиться в определённых Турцией портах.
8. Инициатива действует 120 дней с момента подписания и автоматически продлевается, если одна из сторон не заявила о намерении выйти из соглашения или изменить его[38].

По условиям соглашения в Чёрном море был организован безопасный коридор из портов Черноморска, Одессы и порта Южный до пролива Босфор для транспортировки зерна, сопутствующих продуктов питания и удобрений. Россия обязалась не атаковать эти порты, а также украинские корабли, сопровождающие транспортные корабли по фарватеру через заминированные внутренние воды страны. Перед прибытием на Украину торговые суда проходят инспекцию, в которой принимают участие турецкие, украинские и российские официальные лица, чтобы убедиться в отсутствии на борту военных грузов.

#### Совместный координационный центр
Для контроля исполнения соглашений 27 июля в Стамбуле под эгидой ООН начал работу Совместный координационный центр (СКЦ), в который вошли по 5 представителей от сторон-участников зерновой сделки. Центр регистрирует торговые суда, направляющиеся на Украину, отслеживает их местоположение по спутникам, через интернет и другими средствами, проверяет корабли на предмет несанкционированных грузов или персонала. Центр располагается на территории кампуса Национального университета обороны в Стамбуле, руководитель центра — высокопоставленный представитель турецкого адмиралтейства. Координатором ООН по Черноморской зерновой инициативе (зерновой сделке) и одним из представителей организации в СКЦ выступает представитель Судана — Амир Махмуд Абдулла.

#### Агентства ООН, участвующие в инициативе
- ФАО — Продовольственная и сельскохозяйственная организация ООН.
- УГКВ ООН — Управление ООН по координации гуманитарных вопросов.
- ЮНКТАД — Конференция ООН по торговле и развитию.
- ВПП — Всемирная продовольственная программа.

## Реализация
1 августа 2022 из порта Одессы вышло первое судно в рамках зерновой сделки: сухогруз «Разони» под флагом Сьерра-Леоне с грузом кукурузы для покупателей в Ливане. Всего за первую неделю с 1 по 8 августа порты Одессы, Черноморского и Южного вышло не менее 6 грузовых кораблей с украинской кукурузой, подсолнечником и подсолнечным маслом.
В соответствии с положениями соглашения, зерновая сделка автоматически продлевается на 120 дней, если одна из сторон не приняла решения выйти из соглашения или изменить его. Сделка была продлена 17 ноября 2022 года (на 120 дней), 18 марта 2023 года (на 60 дней), 17 мая 2023 года (на 60 дней). Инициатором продления сделки на более короткий срок была Россия, Украина называла это нарушением условий соглашения.

### Сложности

#### Российские атаки портов
23 июля 2022 года, менее чем через сутки после подписания зерновой сделки, Россия атаковала порт Одессы крылатыми ракетами «Калибр». Формально это нападение не нарушало соглашение, так как ракеты не упали на территории зернового терминала, но пренебрежение России к духу соглашения стало объектом широкой критики, а её способность выполнять взятые обязательства была поставлена под сомнение. Несмотря на атаку, украинские власти подтвердили готовность следовать достигнутым договорённостям. По информации Великобритании, с июля ВС РФ уничтожили более 130 украинских портовых объектов и более 300 тысяч тонн зерна.

#### Атака украинских дронов на Севастополь
29 октября 2022 года Россия объявила о приостановке участия в зерновой сделки после атаки украинских беспилотников на военные корабли в Севастопольской бухте. Российские власти заявляли, что целью атаки стали корабли, задействованные в обеспечении безопасности зернового коридора, независимые расследователи — что повреждения получили три военных корабля-носителя ракет «Калибр» (включая фрегат «Адмирал Макаров»). Позднее Минобороны России также объявило, что беспилотники перед атакой двигались в зоне безопасности зернового коридора или были запущены с зерновоза, следовавшего из украинского порта. Глава гуманитарного агентства ООН опроверг эти утверждения (во время атаки в зерновом коридоре таких судов не было), а также отметил, что зерновой коридор как таковой не даёт защиты или прикрытия от наступательных или оборонительных действий.
Несмотря на заверения России, что без её участия движение судов будет небезопасно, Украина, Турция и ООН согласовали маршрут, по которому 31 октября 16 сухогрузов направились в сторону турецких проливов. На следующий день министр обороны Турции Хулуси Акар публично сообщил, что сухогрузы под флагом Турции продолжат экспорт зерна независимо от участия России в соглашении. В этой ситуации выход России из зерновой сделки означал бы только отстранение от инспекции кораблей на рейде Стамбула, а ответом на возможные угрозы безопасности зерновозов со стороны России стало бы их конвоирование кораблями ВМФ Турции — страны-члена НАТО. 2 ноября Россия резко изменила позицию на противоположную и возобновила участие в зерновой сделке под предлогом получения гарантий безопасности от Украины.

#### Российские требования
Россия неоднократно угрожала выйти из сделки, выдвигая ряд требований, не входящих в периметр соглашения. В их числе были подключение Россельхозбанка к SWIFT, возобновление поставок сельхозтехники, разблокирование активов российских сельзхозкомпаний, отмена ограничений на страхование и перестрахование российских судов, восстановление работы аммиакопровода Тольятти — Одесса. Хотя страны Запада не являлись стороной сделки, Россия последовательно обвиняла их в невыполнении обязательств. Фактически, представители России смешивали несколько независимых соглашений, которые в реальности были выполнены второй стороной.
Параллельно с зерновой сделкой Россия и ООН подписали отдельный «Меморандум о взаимопонимании между ООН и РФ» — не влекущий каких-либо юридических обязательств документ, в котором Россия обещала не мешать экспорту украинского зерна, а ООН — способствовать снятию барьеров для экспорта российского продовольствия и удобрений. ООН выполняла свои обещания в рамках меморандума. Так, по инициативе организации в апреле 2023 года часть платежей за российские поставки продовольствия были обработаны американским банком JPMorgan Chase, однако Россия отказалась от продолжения сотрудничества с ним. Также ООН работал над созданием платформы для обработки платежей за экспорт в страны Африки на базе Африканского импортно-экспортного банка.
В рамках отдельных договорённостей, не входящих в зерновую сделку, ЕС и США выпустили директивы, которые вывели из-под санкций операции с российским зерном и удобрениями. Таким образом, санкционный режим более не ограничивал покупку или торговлю продовольствием и удобрениями из Россией, разрешал сделки с участием лиц и компаний, находящихся под санкциями, а также исключал распространение санкций на третьи страны. Однако из-за «токсичности» России для бизнеса иностранные частные компании отказывались работать с российскими экспортёрами и искали новых поставщиков, а политическое руководство или международные организации никак не могли влиять на их решения. Россельхозбанк же не находился под блокирующими западными санкциями и следовательно мог поддерживать корреспондентские отношения с другими банками даже без SWIFT.
Возобновление работы аммиакопровода Тольятти — Одесса было частью обсуждений между Украиной и Россией. Аналитики Standard & Poor's отмечали, что проблемой для возобновления поставок были непрекращающиеся российские удары по украинской энергосистеме, в условиях которых последняя не могла гарантировать прокачку удобрений — тем более, в ущерб энергоснабжению гражданских объектов. Осенью 2022 года Украина предложила возобновить трансфер аммиака на условиях проведения обмена пленными по схеме «все на всех» (или подобной), весной 2023 — при включении в зерновую сделку большего числа портов и более широкого перечня товаров, но Россия отвергла оба предложения. В начале июня 2023 года участок аммиакопровода в «серой зоне» между позициями сторон был повреждён. Стороны обменялись обвинениями, а Россия вновь пригрозила выйти из сделки.

#### Затягивание проверок судов
Украина и ЕС отмечали, что начиная с сентября 2022 года Россия саботировала работу зерновой инициативы, затягивая инспекции кораблей, требуя нерегламентированную документацию, намеренно медленно проводя досмотр. В конце октября это привело к образованию очереди из 176 судов с 2,1 млн тонн зерна и другой сельхозпродукции. К февралю-марту 2023 года скорость проверок сократилась вдвое до 5—6 кораблей, прохода в рамках инициативы ждали около 140 судов. Из-за действий российской стороны, с осени 2022 года по весну 2023 года не были доставлены около 10 млн тонн продовольствия.
К апрелю количество проверок в день упала до 3,2 против 10,6 в октябре 2022 года. Также в апреле Россия на несколько дней останавливала досмотр, а в начале июня заблокировала регистрацию судов, направляющихся в порт Южный, заявив требования, не имеющие отношения к зерновой сделке.
Параллельно с созданием препятствий украинскому экспорту, Россия вывозила рекордные объёмы собственного зерна. Так объём российских продовольственных перевозок из Азовско-Черноморского бассейна в 2022 году превысил показатели 2021 года. Это давало украинской стороне основания обвинять Россию в намеренном саботаже зерновой сделки для продвижения своего экспорта.

## Приостановка
17 июля 2023 года российские власти объявили о приостановке участия в сделке, обещав незамедлительно вернуться при выполнении ряда требований (которые никогда не были частью договорённостей) — возобновление работы аммиакопровода Тольятти — Одесса, переподключение Россельхозбанка к SWIFT и т.д. Российский МИД отозвал гарантии безопасности судоходства и объявил северо-западную акваторию Чёрного моря опасным районом. В тот же день Владимир Зеленский в интервью напомнил, что ЧЗИ состоит из независимых соглашений с Украиной и Россией, что демарш российских властей касается только их части документа, и что Украина готова продолжать поставки зерна.
В последующие ночи, с 18 по 21 июля Россия нанесла массированные удары ракетами и иранскими дронами-камикадзе по зерновому и масляному терминалам порта Одессы и другим гражданским объектам в Одессе и Одесской области. Обстрелами была разрушена экспортная инфраструктура порта Черноморск, принадлежащая украинским и международным трейдерам, уничтожены 60 тысяч тонн зерна, готовые к поставке в рамках зерновой сделки. 19 июля Минобороны России объявило, что начиная с 20 июля будет считать любые суда, следующие по Чёрному морю в украинские порты, перевозчиками военных грузов, а страны их флагов — участниками войны на стороне Украины. На следующий день аналогичное заявление в отношении судов, следующих в российские порты, сделала Украина. В ночь на 24 июля Россия впервые нанесла удары по украинским портам на Дунае. Сразу после второй атаки Украина официально заявила о военной опасности для судоходства в районе российских портов: украинская разведка нанесла удары по российским кораблям в северо-восточной части Чёрного моря.
Несмотря на российские угрозы, 30 июля 2023 года сухогрузы Ams1 (Израиль), Sahin 2 (Греция), Yılmaz Kaptan (Турция-Грузия) проследовали через Чёрное море в украинские территориальные воды к зерновому терминалу порта Измаил на Дунае. Корабли двигались с включёнными транспондерами, не скрывая место назначения. За их движением следили не менее 4 самолётов НАТО, в т.ч. противокорабельный Boeing P-8 Poseidon ВМС США, разведывательный CL-650 ARTEMIS Армии США, разведывательный беспилотник RQ-4 ВВС США и Boeing E-3 Sentry.
Во второй половине 2023 года Украина провела кампанию атак по Крыму (подрыв Крымского моста, рейды Украины в западную часть Крыма, ракетный удар по Севастопольскому морскому заводу, ракетный удар по штабу Черноморского флота ВМФ России), имевшую результатом частичный отвод российского военного флота из Севастополя и прорыв российской блокады украинских портов. Институт изучения войны отметил, что подобный «прорыв блокады» может сигнализировать международным перевозчикам о безопасности зерновых маршрутов в украинские порты даже после приостановки зерновой сделки.
13 августа патрульный корабль ВМФ РФ «Василий Быков» огнем из автоматического оружия принудил остановиться для проверки сухогруз «Сукра Окан», шедший в украинской порт Измаил под флагом Палау и игнорировавший требования российской стороны. Это стало первым подобным инцидентом с момента выхода Москвы из зерновой сделки. После прохождения досмотра российская сторона разрешила судну продолжить путь. Зерновые рынки не отреагировали на эскалацию напряженности в Черном море.
Когда суда стали заходить за сельхозпродукцией в украинские порты Дуная, начались удары и по этим портам, что привело к попаданиям российских беспилотников на территорию Румынии.
19 сентября из Черноморска снова вышло судно с сельхозпродукцией.
По сообщению министра Украины по восстановлению Александра Кубракова, после выхода из зерновой сделки Россия 21 раз совершала атаки на портовую инфраструктуру, в результате чего были повреждены 160 объектов и 122 транспортных средства.
После прекращения сделки, с августа 2023 по февраль 2024 года этим маршрутом  было вывезено 20 млн тонн грузов, в том числе 14,3 млн тонн сельхозпродукции.

## Результаты
С 1 августа по 22 октября в рамках зерновой сделки из портов Украины вышло 360 судов с 8,1 млн метрических тонн зерна и другой агропродукции. Почти 43 % от общего объёма грузов составила кукуруза, за которой следовали пшеница и подсолнечное масло. Около 25 % грузов было отправлено в беднейшие страны и страны с низким уровнем дохода, которые наиболее уязвимы перед продовольственным кризисом. В ООН отмечали, что возобновление торговли имело как прямой эффект в виде поставок продовольствия, так и косвенный — укрепление продовольственной безопасности за счёт более низкого уровня цен.
Так, уже в июле мировые цены на основные продукты питания снизились на 8,6 %, в августе на 1,9 %, в сентября — на 1,1 %. Стоимость пшеницы, которая после вторжения выросла с 794,4 долларов за 100 бушелей (бушель эквивалентен 38,6 кг) до пиковых значений в 1277,5 долларов, падала с момента заключения зерновой сделки. Минимальная цена, зафиксированная 18 августа, составляла 642 доллара, к началу сентября пшеница торговалась на уровне 827 долларов. Всего с начала действия зерновой сделки цены на продовольствие в мире снизились на 18 % к началу 2023 года.
Из доклада ЮНКТАД «Надежда на торговлю: влияние Черноморской зерновой инициативы» от марта 2023 года следовало, что вопреки заявлениям России 55 % экспорта в рамках зерновой сделки пришлось на развивающиеся страны (в частности, они были получателями 65 % пшеницы).
Зерновая сделка позволила Украине продать рекордный урожай 2021 года, избежать затоваривания внутреннего рынка и обвала цен, освободить хранилища для нового зерна и заработать валюту. В 2022 году на фоне войны урожай был заметно меньше, что позволяло вывезти его наземными и речными маршрутами. Острота вопроса продовольственного экспорта для Украины снизилась, что усилило её переговорную позицию. Россия, которая изначально рассматривала сделку как рычаг дипломатического давления на страны Запада, сама оказалась в зависимости от интересов Турции и Китая, выступающих за сохранение зерновой сделки.
Значимость зерновой сделки для Китая следовала из того, что власти страны включили её отдельным пунктом в т. н. мирный план. По меньшей мере дважды (в ноябре 2022 и мае 2023 года) Россия оставалась в сделке под дипломатическим давлением Турции. Так в мае 2023 года за несколько дней до истечения срока действия соглашения Турция прекратила транзит российских грузов (в значительной степени, подсанкционных товаров в рамках «параллельного импорта») без официальных разъяснений — и возобновила его спустя сутки после того, как президент страны Реджеп Эрдоган объявил о продлении зерновой сделки.
За год из Украины было экспортировано 32 млн тонн продовольственных товаров в 45 стран на трёх континентах. Индекс продовольственных цен ФАО непрерывно снижался в течение июля 2022—июля 2023 и снизился на 23% по сравнению с мартом 2023 года ( с 140,6 до 122,3 в течение июля 2022—июля 2023). Благодаря ООН ВПП смогла перевезти 725 млн тонн пшеницы в Афганистан, Йемен, Кению, Сомали, Судан и Эфиопию. По тоннажу 51 % перевезенных грузов составляла кукуруза, 32 % пшеница, 6 % подсолнечник, 5 % подсолнечное масло. Ежедневно проводилось до 11 инспекций украинских портов, после исключения порта Южный в марте 2023 года из планов инспекций число таких инспекций составило 5.